# Stal Nysa
Lo Stal Nysa è una società pallavolistica maschile polacca con sede a Nysa: milita nel campionato di Polska Liga Siatkówki.

## Storia
Lo Stal Nysa viene fondato nel 1948. Raggiunge la massima serie del campionato polacco nella stagione 1986-87, retrocedendo però immediatamente in II liga: ritorna in I liga nell'annata 1988-89, subendo però una nuova retrocessione.
Nella stagione 1991-92 è nuovamente nella massima divisione: nell'annata 1994-95 arriva a disputare la finale della Coppa di Polonia, competizione che vince nell'edizione successiva; al termine del campionato 2004-05 retrocede in serie cadetta, dove milita ininterrottamente per quindici annate consecutive.
Nella stagione 2020-21 è nuovamente di scena nella Polska Liga Siatkówki a seguito di una nuova promozione.

## Rosa 2023-2024
| N° | Nome                | Ruolo | Data di nascita   | Nazionalità sportiva |
| -- | ------------------- | ----- | ----------------- | -------------------- |
| 1  | Zouheir El Graoui   | S     | 1º luglio 1994    | Marocco              |
| 2  | Maciej Muzaj        | O     | 21 maggio 1994    | Polonia              |
| 6  | Konrad Jankowski    | C     | 29 giugno 2002    | Polonia              |
| 8  | Dominik Kramczyński | C     | 13 gennaio 2001   | Polonia              |
| 9  | Michał Gierżot      | S     | 4 ottobre 2001    | Polonia              |
| 10 | Remigiusz Kapica    | O     | 29 settembre 2000 | Polonia              |
| 11 | Tsimafei Zhukouski  | P     | 18 dicembre 1989  | Croazia              |
| 12 | Nicolas Zerba       | C     | 13 giugno 1999    | Argentina            |
| 14 | Jakub Abramowicz    | C     | 10 aprile 1998    | Polonia              |
| 16 | Kamil Dembiec       | L     | 4 febbraio 1992   | Polonia              |
| 20 | Kamil Szymura       | L     | 29 gennaio 1999   | Polonia              |
| 66 | Kamil Kosiba        | S     | 31 ottobre 1999   | Polonia              |
| 90 | Wojciech Włodarczyk | S     | 28 ottobre 1990   | Polonia              |
| 91 | Patryk Szczurek     | P     | 6 febbraio 1991   | Polonia              |

## Palmarès
- Coppa di Polonia: 1

1995-96

## Denominazioni precedenti
- 1948-2000: Stal Nysa
- 2000-2004: Nysa
- 2004-2017: AZS PWSZ Nysa